# Dendriopoterium pulidoi
Dendriopoterium pulidoi är en rosväxtart som beskrevs av E.R. Sventenius. Dendriopoterium pulidoi ingår i släktet Dendriopoterium och familjen rosväxter. IUCN kategoriserar arten globalt som sårbar. Inga underarter finns listade i Catalogue of Life.

## Bildgalleri

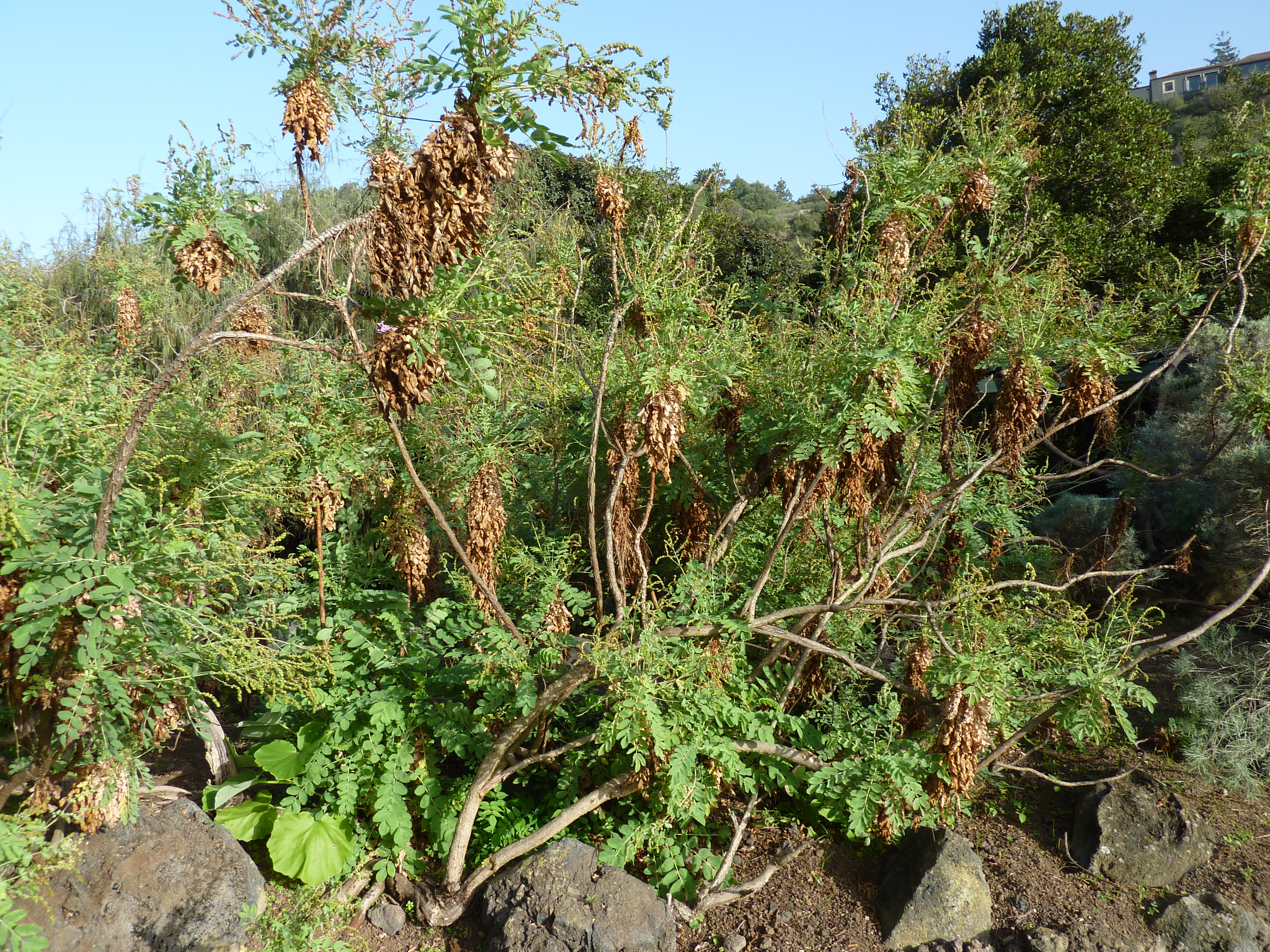
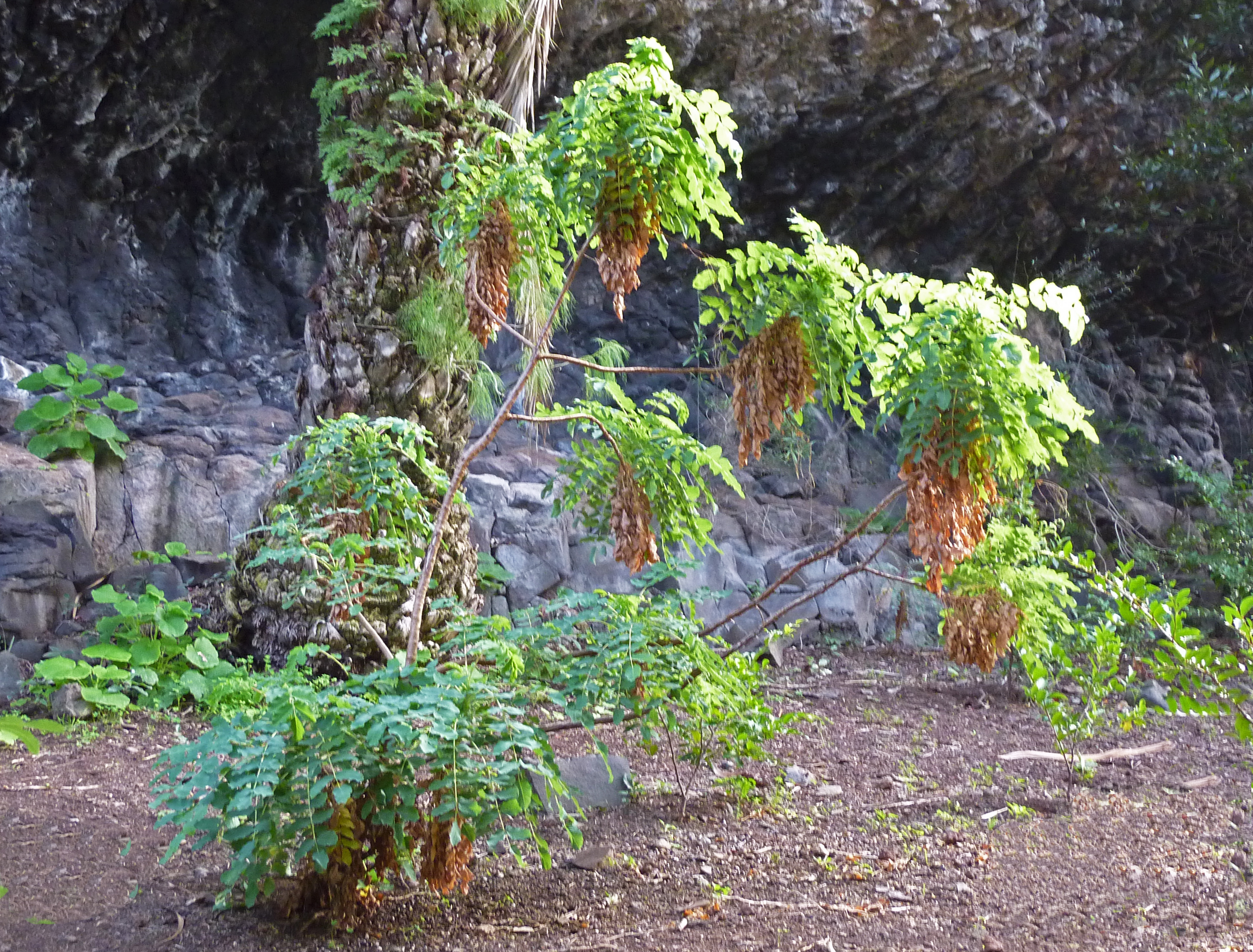